# ستار كرافت 2
ستاركرافت 2: أجنحة الحرية (بالإنجليزية: StarCraft II Wings Of Liberty)‏ أنتجتها مؤسسة بليزارد للترفيه في 27 يوليو 2010. تمّ إطلاق اللعبة على نظامي التشغيل مايكروسوفت ويندوز وماك أو إس عشرة في نفس الوقت.
ستاركرافت 2 هي لعبة فيديو من نمط استراتيجية الوقت الحقيقي وتنتمي للخيال العلمي الحربي، وهي الجزء الثاني للعبة الفيديو ستار كرافت التي حصدت العديد من الجوائز عام 1998.
تم الإعلان عن اللعبة بتاريخ 19 أيار/مايو 2007، وبدأت اختبارات ما قبل الإصدار (بيتا) في 17 شباط/فبراير 2010.
في البداية كان المراد أن تكون لعبة ستار كرافت 2 لعبة واحدة، ولكن أثناء تطويرها تم اتخاذ القرار بتقسيمها إلى ثلاث دفعات هي اللعبة الأساسية ذات العنوان الفرعي أجنحة الحرية العدم. وقد أٌتخذَ هذا القرار بغرض توفير مزيد من الاتساع لتطوير قصة اللعبة.
تدور أحداث اللعبة في القرن السادس والعشرين في مكان بعيد من مجرة درب التبانة وتتمحور حول ثلاثة أجناس هم التيران (الأرضيون) وهم البشر المنفيون من الأرض، والزرغ وهم جنس شبيه بالحشرات، والبروتوس وهو جنس يمتلك قدرات نفسية خارقة. وتركز أجنحة الحرية تحديداً على التيران، بينما تغطي الحزمتين الإضافيتين الزرج والبروتوس. وتدور أحداث اللعبة بعد أربع سنوات من أحداث لعبة ستار كرافت: حرب البرود وتحكي أمجاد جيم رينور بينما يقود أحد الجماعات المتمردة على استبداد دومينيون التيران. ونظرًا لفشل قوات رينور في القضاء على الدومينيون يضطرون للتحول إلى مرتزقة يجمعون آثار فصيلة قديمة يُعتقد أنها انقرضت تُسمى الزيل ناغا لصالح جهات غامضة. وتجمع اللعبة شخصيات قديمة من اللعبة الأصلية، فضلاً عن أنها تستحدث للسلسلة شخصيات وأماكن جديدة.

## طريقة اللعب

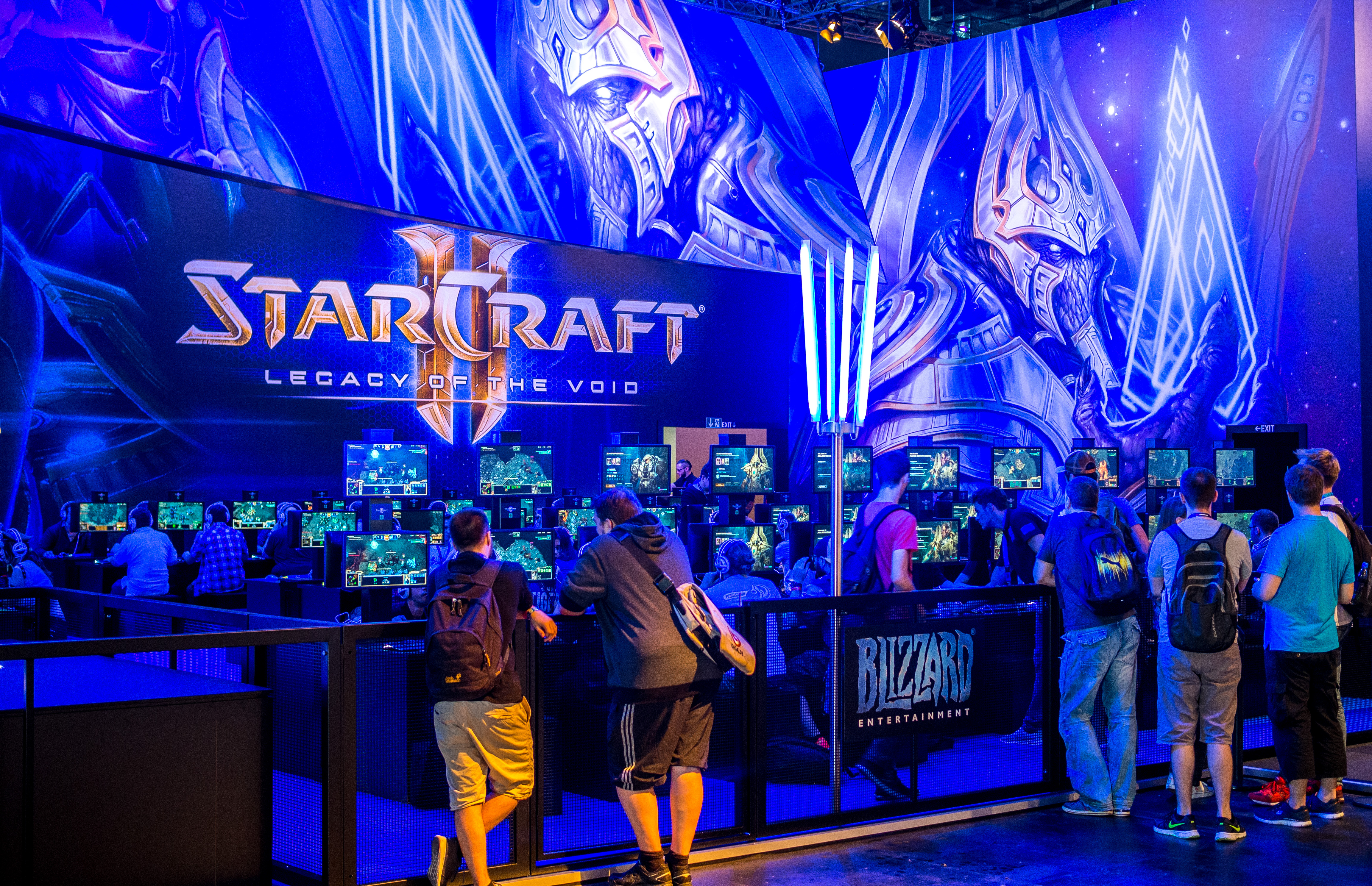
ستار كرافت في غيمزكوم 2015

يقول صانعوا لعبة ستار كرافت 2 أنها صُممت لتكون «لعبة إستراتيجية تنافسية للحد الأقصى» وذلك بناءً على النجاحات التي حققتها سابقتها ستار كرافت. وتصور اللعبة عودة الأعراق الثلاثة البروتوس والتيران والزرغ من اللعبة الأصلية، وتقول مؤسسة بليزارد إن هذه الأعراق الثلاثة هي فقط الأعراق التي سيتاح للمستخدم اللعب بها. وتهدف لعبة ستار كرافت 2 أيضاً إلى التركيز بشكل أكبر على جانب اللعب الجماعي بالمقارنة مع لعبة ستار كرافت الأصلية. وتشمل التغييرات التحسينات الشاملة التي طرأت على نظام باتل نت وهو نظام «دَرَجي» أو «سُلَّمي» تنافسي جديد للمباريات المصنفة فضلاً عن الآلية الجديدة للتوفيق بين المتنافسين مما يهدف إلى تنظيم مباريات بين متنافسين من مستويات مهارية متساوية. بالإضافة إلى ذلك يجري تطوير خاصية الإعادة التي تسمح للاعبين بتسجيل المباريات واستعراضها لاحقًا. كما ذكرت مؤسسة بليزارد أنها قد أضفت بعض التغييرات على اللعبة بناءً على اقتراحات الجمهور.
وتستكمل لعبة ستار كرافت 2 ما كان في سابقتها من استخدام مشاهد الفيديو السينمائية المعدة مسبقًا لتطوير القصة مع تحسين نوعية المشاهد السينيمائية داخل-اللعبة التي تتضمنها مستويات اللعبة نفسها في الوقت عينه، والتي يتم تقديمها مباشرةً باستخدام محرك اللعبة وليس كفيديو معد مسبقًا. وتذكر مؤسسة بليزارد أن مع محرك الرسومات الجديد المستخدم في لعبة ستار كرافت 2 «سيمكنها في الواقع أن تصنع مشاهد مباشرة داخل اللعبة تقترب جودتها من مشاهد الفيديو السينمائية المعدة مسبقًا».
وقد عُرضت معظم وحدات البروتوس والتيران وبعض وحدات الزرغ على الموقع الرسمي للعبة ستار كرافت 2 وفي العديد من عروض الفيديو التي أقامتها مؤسسة بليزارد. وتشمل التحسينات تطور تخصيص المشاهد وإضفاء تفصيلات أكثر على الأجواء الفضائية مثل المركبات الفضائية الطافية مع الكواكب والكويكبات في الخلفية. ويتضح أيضاً أن المنحدرات الصخرية الصغيرة والإضافات وحتى لافتات الدعاية في اللعبة قد تم تحسينها وتطويرها.
كما يشهد جانب اللعب الفردي (القصة) في ستار كرافت 2 تغييراً جوهرياً عن اللعبة الأصلية. فقد قامت حملة التيران كما ظهر في عرض بليزكون باستبدال غرفة توضيح المهمة (briefing room) الخاصة بلعبة ستار كرافت الأصلية بنسخة تفاعلية من السفينة الحربية هايبيريون حيث يظهر جيم راينور -الذي أصبح الآن قائداً للـمرتزقة حاد الطباع ومفرط في الشرب- في دور الشخصية المحورية. وخلافاً لألعاب بليزارد السابقة فإن الحملة غير متسلسلة حيث يعمل رينور في الوظائف من أجل المال ويستخدم هذه الأموال لشراء وحدات إضافية وتحسينات. وعلى الرغم من أن نوعية كل مهمة سوف تختلف ستظل النتيجة النهائية متسقة بشكل يحافظ على تسلسل القصة. وقد أكد نائب رئيس المؤسسة روب باردو على أن كل حملة ستعمل بطريقة مختلفة جداً. ففي حملة التيران، أجنحة الحرية، سوف يتعامل اللاعب مع حملة على نمط المرتزقة، حيث ينفذ متمرد التيران جيم رينور المهمات من أجل المال. أما في الإصدار الثاني سيكون بحملة الزرغ قلب السرب عناصر آر بي جي. وسوف يصل اللاعب إلى مستوييّ «ملكة الشفرات» وكريغان عبر المهمات. وفي التوسع الأخير في حملة البروتوس تراث العدم سيكون على فارس المعبد الأسود زراتول استخدام الدبلوماسية بين فصائل البروتوس للحصول على وحدات وتقنيات لكل بعثة. وستحتوي كل حملة على حوالي 26-30 مهمة.
وقد ناقش المصمم الرئيسي للعبة داستن براودر مع Shacknews بعض البعثات الفريدة التي يمكن أن تدرج في حملة أجنحة الحرية. ففي أحد المستويات تتدفق الحمم في ساحة المعركة كل خمس دقائق مما يضطر اللاعب لنقل وحداته إلى المناطق المرتفعة وإلا سيتركها لتُدَمَر. في بعثة أخرى لن تهاجم وحدات العدو اللاعب إلا ليلاً. وفي بعثة أخرى يحاول اللاعب التأثير على المد والجزر من معركة تعتمد على الذكاء الاصطناعي من خلال وحدة واحدة فقط عبارة عن شبح. وستكون المهمات التي يقوم بها لاعب واحد قابلة للتخصيص بشكل كبير. وفيما بين المهمات بمقدور للاعبين اختيار الوحدات والمباني والتحسينات التي لا تتوفر في المهمات متعددة اللاعبين.

## وصلات خارجية
- الموقع الرسمي للعبة